# Routes historiques de Finlande
L'administration finlandaise des Ponts et chaussées a sélectionné 22 routes caractéristiques de l'évolution des transports terrestres de ce pays.
Ils sont désignés par les termes de museotie (chemin-musée) par des panneaux spécifiques.

## Les routes historiques
La responsabilité pour les questions de gestion du patrimoine revient au centre pour le développement économique, les transports et l'environnement du Pirkanmaa.
Les centres pour le développement économique, les transports et l'environnement ont répertorié en 2012 les 22 chemins suivant:
| N  | Route                        | Municipalité         | Région             | Mise en service | Longueur (km) | Numéro de route | Musée en  |
| -- | ---------------------------- | -------------------- | ------------------ | --------------- | ------------- | --------------- | --------- |
| 34 | Fagervikintie (fi)           | Ingå                 | Uusimaa            | XIVe siècle     | 1,1           |                 | 1982      |
| 35 | Tuusulan Rantatie (fi)       | Tuusula              | Uusimaa            | XVIe siècle     | 3,4           | 11609           | 1982      |
| 36 | Vanhalinnantie (fi)          | Lieto                | Finlande propre    | IXe siècle      | 3,4           |                 | 1982      |
| 37 | Yhdystie 2131 (fi)           | Köyliö               | Satakunta          | Moyen Âge       | 7,9           |                 | 1998      |
| 38 | Route Tallimäki-Virojoki     | Hamina Virolahti     | Vallée de la Kymi  | XIVe siècle     | 35,2          |                 | 1982      |
| 39 | Route de Niskapietilä        | Ruokolahti Rautjärvi | Carélie du Sud     | XVIIe siècle    | 19,5          |                 | 1989      |
| 40 | Kuortti–Miekansalmi-tie (fi) | Pertunmaa            | Savonie du Sud     | vers 1470       | 6,4           | 15023           | 1982      |
| 41 | Porrassalmentie (fi)         | Mikkeli              | Savonie du Sud     | XVIIe siècle    | 4,9           | 15131           | 1982      |
| 42 | Porras–Renko-tie (fi)        | Hämeenlinna          | Kanta-Häme         | IXe siècle      | 10,3          |                 | 1982      |
| 43 | Peräkunnantie (fi)           | Ruovesi              | Pirkanmaa          | XVIIe siècle    | 8,9           | 14278           | 1990      |
| 44 | Nikkilänmäentie (fi)         | Leppävirta           | Savonie du Nord    | XVIIIe siècle   | 2,4           |                 | 1985      |
| 45 | Vornantie (fi)               | Lieksa, Joensuu      | Carélie du Nord    | 1741–1743       | 2,7           |                 | 1982      |
| 46 | Koiviston paikallistie (fi)  | Äänekoski            | Finlande-Centrale  | XVIIIe siècle   | 2,9           | 16757           | 1998      |
| 47 | Kyrönkankaan kesätie (fi)    | Kauhajoki            | Ostrobotnie du Sud | Moyen Âge       | 7             |                 | 1982      |
| 48 | Taistelutantereentie (fi)    | Vörå                 | Ostrobotnie        | XVIIe siècle    | 2,8           | 17861           | 1982      |
| 49 | Route Saviselkä–Piippola     | Kärsämäki Siikalatva | Ostrobotnie du Sud | XVIIIe siècle   | 23,8          |                 | 1982      |
| 50 | Paltaniementie (fi)          | Kajaani              | Kainuu             | XVIIe siècle    | 3             | 19056           | 1982      |
| 51 | Raatteentie (fi)             | Suomussalmi          | Kainuu             | 1915–1919       | 19,8          |                 | 1982      |
| 52 | Simonkyläntie (fi)           | Simo                 | Laponie            | XVIIIe siècle   | 2,9           | 19502           | 1982      |
| 53 | Magneettimäki (fi)           | Inari                | Laponie            | 1913            | 2,8 /5        |                 | 1992      |
| 54 | Nivajoki–Alajalve-tie (fi)   | Utsjoki              | Laponie            | XVIe siècle     | 4,8           |                 | 1983 2005 |
| 55 | Route de Seitajärvi          | Savukoski            | Laponie            | 1961            | 13,5          | 19905           | 2010      |

## Galerie

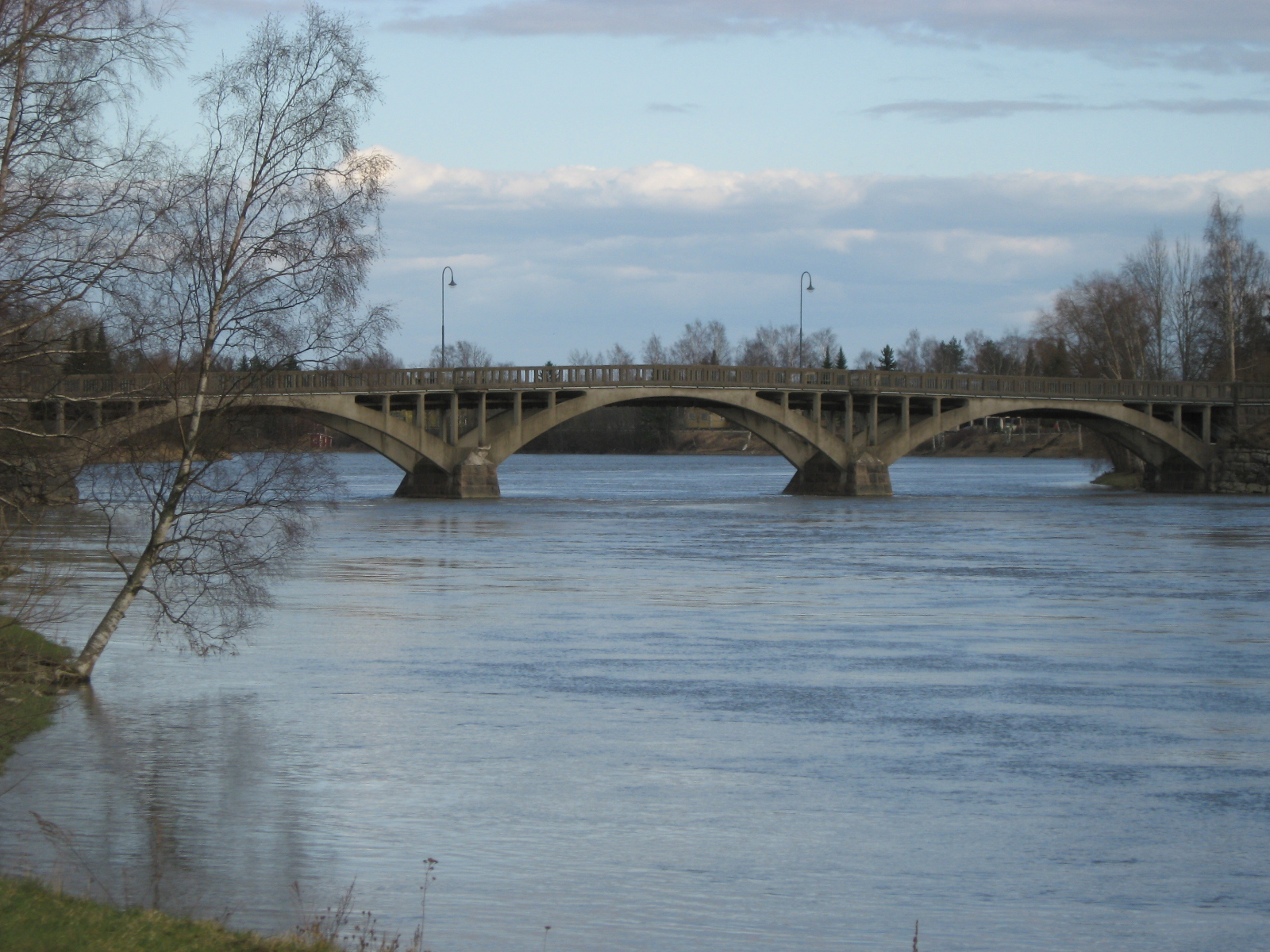
Pont de Tulkkila à Kokemäki
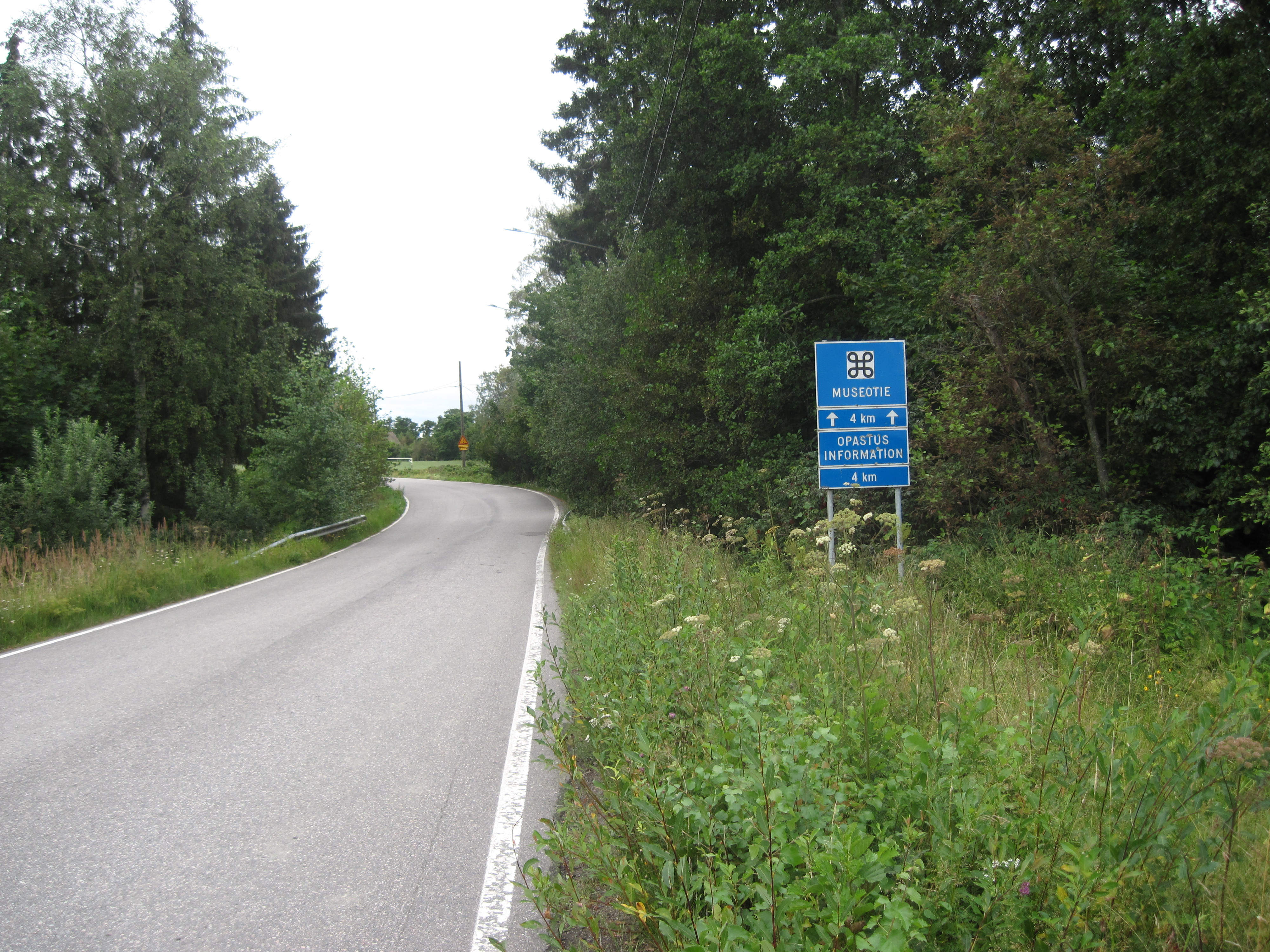
Lechemin de Tuusula.
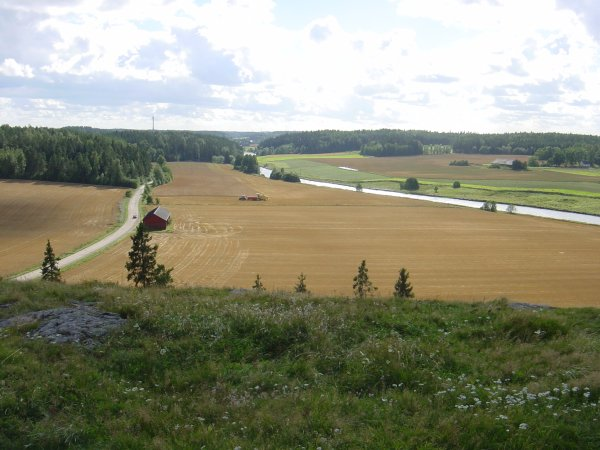
Le chemin Vanhalinnantie à Lieto.

## Sources
- Museotiet ja -sillat(fi) , plaquette éditée à l'occasion de ses 200 ans par les Ponts et chaussées finlandais (naguère Tielaitos, Tiehallinto depuis 2001).